# Constantin Negruzzi

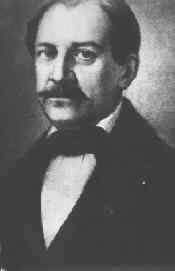
Constantin Negruzzi

Constantin Negruzzi, auch Costache Negruzzi (* 29. Februar 1808 in Trifești, Iași; † 24. August 1868 in Iași), war ein rumänischer Dichter, Romancier, Übersetzer, Dramatiker und Politiker.

## Leben
Negruzzi wurde als Sohn von Dinu Negruț, einem Adligen im Rang eines Paharniks (Verwaltungsbeamter), und von Sofia Hermeziu geboren. Als Kind unterrichtete ihn zu Hause ein Griechischlehrer. Laut eigenen Aufzeichnungen habe er die rumänische Sprache autodidaktisch mit einem Buch von Petru Maior gelernt. Während der griechischen Revolution flüchtete seine Familie nach Chișinău, wo er Alexander Puschkin kennenlernte und sich für Literatur zu interessieren begann. Mit dem Dichter Vasile Alecsandri und dem Politiker Mihail Kogălniceanu begründete er 1840 die wissenschaftlich-belletristische Revue Dacia literară.
Zu seinen bekanntesten Schriften zählen die Memoiren Amintiri din junețe (Jugenderinnerungen) und seine Fragmente istorice (Historische Fragmente), darunter Alexandru Lăpușneanu. Negruzzi übersetzte einige Balladen von Victor Hugo, einige Gedichte von Thomas Moore und von Antioch Dmitrijewitsch Kantemir ins Rumänische.
Negruzzi war politisch aktiv und bekleidete mehrere Ämter. Er war Abgeordneter und Finanzminister unter der Regentschaft Michael Stourdzas. Als Verfechter liberaler Anliegen wurde Negruzzi wegen seiner Kritik an der Regierung zweimal in sein Haus in Trifești verbannt. Sein Sohn war der Schriftsteller Iacob Negruzzi.

## Schriften (Auswahl)

### Historische Fragmente
- Alexandru Lăpușneanu (1840)
- Aprodul Purice (1837)
- Sobieski și românii (1845)
- Regele Poloniei și Domnul Moldaviei (1839)
- Cântec vechi (1843)

### Dichtung
- Reverii (1837)
- Domnul P. Prunco (1837)
- Melancolie (1838)
- Gelozie (1840)
- La Maria (1839)
- Fabulă (1839)
- Ursu și oaspeții săi
- Lupu și mielu
- Cucoșu și puica
- Potârnichea și rândunica
- Marșul lui Dragoș (doină) (1848)
- Doină nouă (1842)
- Eu sunt român… (1855)
- Princesei Catinca Conaki Vogoride (1856)
- Strofe dedicate D-nei Smaranda Docan (1892)
- Potopul” (1837)
- Floarea
- Florărița româncă (1869)
- Dervișul
- Uriașul Daciei
- Disțărare șlicului
- Întâia noapte a lui Iung
- Enigmă

### Theater
- Cârlanii, vodevil într-un act (1849)
- Muza de la Burdujăni (1851)
- Crispin, rival stăpână-său
- Proză
- Zăbăvile mele din Basarabia în anii 1821, 1822, 1823, la satul
- Șărăuții, în Raiaua Hotinu
- Moralicești haractiruri
- Moartea lui Lumânărică
- Pentru bărbatul cel greu cari, luând o fimei guralivă, să duci să cei moarte la giudecată
- Idilie
- Noapte
- Duchesa Milanului
- Chelestina
- Cârjaliul